# معركة الحدود الفارسية
معركة الحدود الفارسية كانت ثاني معركة بين قوات ميديا وبلاد فارس. ومع أن المعركة ما كانت انتصارًا حاسمًا لفارس، لكنها أشارت لتضاؤل سلطة ميديا في جنوب غرب آسيا. كانت هذه أول معركة قاتل فيها قمبيز الأول، وأول مرة يقاتل فيها مع ابنه كورش الكبير. كانت المعركة الرئيسية الأولى، التي استمرت يومين، محاولة لتحرير بلاد فارس. كما أنها دفعت الفرس للتراجع جنوبًا واضطرتهم لمعركة ثالثة.
روى نقولا الدمشقي وغيره أحداث المعركة، كما أنه ذَكر، من بين أمور أخرى، وقوع معركة هيربا، ولكن هيرودوت لا يذكر هذه المعركة. يعتبر معظم مؤرخي المعركة أن هيرودوت ذكر فقط المعركة الأولى والأخيرة وتجاهل واحدة. أصبحت هذه أول معركة كبرى بين القوتين على الحدود. هرب كورش من العدو دون انسحاب، وبالتالي إنهى المعركة وأطال أمد الصراع دون انتصار كامل لملك الميديين أستياجيس. أصبحت المعركة التالية، معركة باسارغاد التي انتصر فيها الفرس، آخر معركة للفرس، حيث اعتمد وجودهم على نتيجتها.

## الخلفية
تراجع كورش إلى حدود مقاطعة ميديا لحماية الحدود الفارسية من أستيجاتيس. وبعد معركة هيربا غزا أستياجيس فارس. تألفت المعركة القادمة من سلاح الفرسان التابع لكلا الجانبين، والعربات التي استخدمت في معظمها للمعركة لكنها لم تُستخدم مرة أخرى بعدها. شارك جزء صغير من قوة الغزو من الميديين في المعركة بينما استنفذ الفرس كل احتياطيهم من سلاح الفرسان. حاول أستياجيس إقناع كورش بالاستسلام، لكنه فضل الآن عدم إظهار أي رحمة مع أن علاقاته أفضل مع أرتاديس (الاسم البديل لميتراديتس الذي استخدمته هيرودوت والذي يستخدمه نقولا عن طريق الخطأ ل قمبيز الأول والد كورش).[بحاجة لمصدر] لم يَذكر أحد اسم المدينة التي حماها كورش ووالده. ومع ذلك، كانت المدينة حدودية مهمة تستحق الحماية. عندما أصبح أستياجيس على مقربة من المدينة، كان المدنيون الفرس على استعداد للإخلاء إذا لزم الأمر. وفي نفس الوقت، جمع كورش وقمبيز الجيش، ولكن ليس من المعروف بالضبط ما إذا كان أوباريس (الذي ساعد كورش في الوصول إلى العرش) أو هارباك قد شاركا على جانب كورش في المعركة، ومن المعروف أن أوباريس كان في الأصل مستشارًا لكورش. لذلك يمكن أن يكون هارباك، وفقًا لنقولا المعروف بتغييره الأسماء، قد شارك في المعركة، لكونه تاريخيًا الثاني بعد كورش، ولكن في هذه المعركة يبدو أن أوباريس كان على جانب كورش.[بحاجة لمصدر] ثم يمكن أن يقال أيضًا كما ذكر هيرودوت، أن هارباك كان المرشح الأكثر احتمالًا في هذه المعركة التي وقعت بعد حوالي عام من المعركة الأولى.[بحاجة لمصدر] لذلك، ومع بدء المعركة، كان لأستياجيس قواته المتمركزة للهجوم في العمق.[بحاجة لمصدر]

## الدوافع
| «               | شجع كورش الفرس، واحتل أوباريس ممرات الجبل والمرتفعات، وبُينت الخطوط، وجُلب الناس من المدن المفتوحة إلى أخرى محصنة بشكل جيد. أحرق أستياجيس المدن المهجورة، واستدعى أرتاديس وكورش للإستسلام وعايرهم بالتصريح السابق. رد كورش بأن أستياجيس لم يعترف بقوة الآلهة، التي جعلتهم كما كانوا، وستساعدهم لإنجاز ما هم متجهين إليه. كما عاملهم بلطف، طلبوا منه إعادة الميديين، وإعطاء حريتهم للفرس الذين كانوا أفضل من الميديين." | » |
| — مقتطفات نقولا | |   |

## المعركة
| «               | وهكذا جاء الأمر إلى معركة. نظر أستياجيس، محاطًا بـ20 ألف من حراسه الشخصيين: من بين الفرس، كان أرتاديس على الميمنة، وكان أوباريس على الميسرة، فيما كان كورش، محاطًا بأشجع المحاربين، في الوسط. دافع الفرس عن أنفسهم بشجاعة، وقتلوا العديد من الميديين، حتى أن أستياجيس صرخ على عرشه: "ما أشجع هؤلاء" آكلي البطمة! ولكن تغلبت الأعداد على الفرس، ودُفعوا إلى المدينة التي قاتلوا من قبل. نصح كورش وأوباريس بإرسال النساء والأطفال إلى باسارغاد، وهو جبل عالي، وإعادة المعركة في اليوم التالي: "إذا هُزمنا يجب أن نموت جميعًا، وإذا كان يجب أن يكون الأمر كذلك فمن الأفضل أن يكون في نصر ومن أجل حرية بلدنا." حينئذ امتلأ الجميع حقدًا وغضبًا على الميديين، ولما جاء الصباح وفتحت الأبواب خرج الجميع. بقي أرتاديس وحده مع كبار السن في المدينة للدفاع عن الأسوار. ولكن بينما كان كورش وأوباريس يقاتلان في الميدان، جعل أستياجيس 100 ألف رجل يلتفون ويهاجمون الجيش الفارسي في المؤخرة. نجح الهجوم. سقط أرتاديس مصابًا في أيدي الميديين. قال له أستياجيس: أنت مرزبان ممتاز؛ فهل تشكرني أنت وابنك على ما فعلته من أجلك؟ أجاب أرتاديس، في لحظاته الأخيرة تقريبًا: "لا أعلم أيها الملك، ما هو الإله الذي أثار هذا الجنون في ابني؛ لا تعذبني، سأموت قريبًا. أشفق عليه أستياجس وقال: لن أعذبك؛ أعلم أنه لو اتبع ابنك نصيحتك، لما فعل مثل هذه الأشياء. مات أرتاديس، ودفنه أستياجيس بشكل مشرف. | » |
| — مقتطفات نقولا | |   |

## العواقب
بعد الأيام الأولى من المعركة، ألحق الفرس خسائر فادحة في الحرس الشخصي لأستياجيس الذي تَكَوَّن من سلاح الفرسان، أو في بقية جيشه الذي كان من بينه سلاح الفرسان. ومع ذلك، لا يزال الفرس يدّعون انتصارهم في أول يوم من المعركة. وفي يوم المعركة الثاني، تراجع كورش سرًا نحو الجنوب مع بقية القوات المسلحة، بعدما ظن أن المعركة انتهت، في حين بقي قمبيز وعدد من كبار السن في المدينة فقط. وعندما أُجبر كورش على القتال مرة أخرى، تحرك سلاح الفرسان التابع لأستياجيس والذي كان يهدف إلى الاستيلاء على المدينة التي خضعت لحراسة سيئة. بما أنه كان يفترض أن المعركة لم تنته، فقد استولى أستياجيس على المدينة بسهولة، بينما ورد أن قمبيز لوحده قد أصيب بجروح وتوفي فيما بعد. هذا الأمر محل نقاش بين مؤرخي اليوم حيث يناقشون ما إذا كان اليوم الثاني يعتبر جزءً من المعركة الأصلية أو أنه كان معركة منفصلة. عندما تراجع الفرس جنوبًا، انسحب أستياجيس من المدينة بسهولة، وهذا الأمر اعتمد جزئيًا على مصادر شحيحة من نقولا، وبالتالي لم يصبح انتصارًا كاملًا لأستياجيس، لأنه لا يُعرف أنه وضع حامية هناك بعد أن ذهب هو وقواته إلى الجنوب لمطاردة الفرس. كانت هذه ضربة نفسية للميديين حيث اعتقدوا أن الفرس كانوا محظوظين في المعركة الأولى، ولكن مرة أخرى انتصر الفرس، وهذه المرة تكتيكيًا. عاد كلا الجيشين في وقت لاحق إلى معسكرهما ونظما الجيوش في الوقت الذي تقرر فيه مكان الالتقاء للمعركة القادمة. ومع مرور العام، اتفقت كلتا القوتين على الاجتماع في العاصمة الفارسية التي أراد أستياجيس الاستيلاء عليها.
| «               | في هذه الأثناء، تراجع كورش وأوباريس بعد صراع شجاع إلى باسارغادا. | » |
| — مقتطفات نقولا |                                                                  |   |

## هوامش
1. ↑  Duncker, Max, The History of Antiquity, tr. Evelyn Abbott, p. 350. London, Richard Bentley * Son (1881) p. 350.1.1
2. ↑  Anderson Edward, Robert, The Story of Extinct Civilizations of the East, Published by McClure, Phillips, (1904) p.152.1
3. ↑  Duncker, Max, The History of Antiquity, tr. Evelyn Abbott, p. 350. London, Richard Bentley * Son (1881) p. 350.1.2
4. ↑  Anderson Edward, Robert, The Story of Extinct Civilizations of the East, Published by McClure, Phillips, (1904) p.152.2
5. ↑  Duncker, Max, The History of Antiquity, tr. Evelyn Abbott, p. 350. London, Richard Bentley * Son (1881) p. 350.1.3
6. ↑  Duncker, Max, The History of Antiquity, tr. Evelyn Abbott, p. 350. London, Richard Bentley * Son (1881) p. 350.1.4
7. ↑  كتسياس (Persica)
8. ↑  M. A. Dandamaev, A Political History of the Achaemenid Empire, tr. W. J. Vogelsang, (1989) p. 17 نسخة محفوظة 10 سبتمبر 2014 على موقع واي باك مشين.
9. ↑  مقتطفات نقولا الدمشقي
10. ↑  Fischer, W.B., Ilya Gershevitch, and Ehsan Yarshster, The Cambridge History of Iran, Cambridge University Press (1993) p. 147. In 1 volume
11. ↑  Chisholm, Hugh, The Encyclopædia Britannica: A Dictionary of Arts, Sciences, Literature and General Information, Cambridge, England; New York: At the University Press, (1910) p.208
12. ↑  Laymon, Charles M., The Interpreter's One Volume Commentary on the Bible: Introduction and Commentary, Abingdon Press, (1971) p.440. In 1 volume
13. ↑  Laymon, Charles M., The Interpreter's One Volume Commentary on the Bible: Introduction and Commentary, Abingdon Press, (1971) p.441. In 1 volume
14. ↑  Laymon, Charles M., The Interpreter's One Volume Commentary on the Bible: Introduction and Commentary, Abingdon Press, (1971) p.442. In 1 volume
15. ↑  Clare, Israel Smith. The unrivaled history of the world, containing a full and complete record of the human race from the earliest historical period to the present time, embracing a general survey of the progress of mankind in national and social life, civil government, religion, literature, science and art... Chicago, The Werner Co., (1893) p.244. In 4 editions
16. ↑  Duncker, Max, The History of Antiquity, tr. Evelyn Abbott, p. 350. London, Richard Bentley * Son (1881) p. 350
17. ↑  Fischer, W.B., Ilya Gershevitch, and Ehsan Yarshster, The Cambridge History of Iran, Cambridge University Press (1993) p. 149. In 1 volume
18. ↑  Duncker, Max, The History of Antiquity, tr. Evelyn Abbott, p. 350. London, Richard Bentley * Son (1881) p. 350.1-350.4
19. ↑  Duncker, Max, The History of Antiquity, tr. Evelyn Abbott, p. 350.  London, Richard Bentley * Son (1881) p. 350.5-351.7
20. ↑  M. A. Dandamaev, A Political History of the Achaemenid Empire, tr. W. J. Vogelsang, (1989) p. 17-18 نسخة محفوظة 10 سبتمبر 2014 على موقع واي باك مشين.
21. ↑  Duncker, Max, The History of Antiquity, tr. Evelyn Abbott, p. 351. London, Richard Bentley * Son (1881) p. 351.8